# Air Åland
Air Åland var en Ålandsbaserad flygresearrangör och grundades i januari 2005. Bolaget hade en bred ägarbas ur det åländska näringslivet. Dåvarande VD hette Jan Erik Sundberg och företaget hade cirka 10 anställda. Det svenska flygbolaget Nextjet utförde flygningarna åt Air Åland fram till 17 maj 2018 då Nextjet gick i konkurs. Den 16 oktober 2018 meddelar Air Åland att de ansökt om konkurs.
Flygbolagets rutter var Mariehamn—Stockholm-Arlanda och Mariehamn—Åbo.